# Imagem digital
A imagem digital é a representação de uma imagem bidimensional na forma de números binários usando recursos computacionais/eletrônicos, de modo a permitir seu armazenamento, transferência, impressão ou reprodução, e seu processamento por meios eletrônicos. 
Há dois tipos fundamentais de imagem digital. Uma é do tipo rastreio (raster) e outra do tipo vetorial. Uma imagem digital do tipo raster, ou bitmap, ou ainda matricial, é aquela que em algum momento apresenta uma correspondência bit-a-bit entre os pontos da imagem raster e os pontos da imagem reproduzida na tela de um monitor. A imagem vetorial não é reproduzida necessariamente por aproximação de pontos, antes era destinada a ser reproduzida por plotters de traçagem que reproduziam a imagem por deslocamento de canetas-tinteiro.
Tipicamente, as imagens raster são imagens fotográficas, e as imagens vetoriais são desenhos técnicos de engenharia. Os quadrinhos ilustrados se assemelham em qualidade a imagens raster, mas são impressos em plotters que passaram a imprimir à maneira das impressoras comuns por jato de tinta.

## Tipos

### Imagem de rastreio
A imagem de rastreio, ou raster, é a representação em duas dimensões de uma imagem como um conjunto finito de pontos definidos por valores numéricos, formando uma matriz matemática ou malha de pontos, onde cada ponto é um pixel.
Tipicamente, cada ponto de uma imagem é decomposto em uma tripla de cores e cada proporção relativa é transformada em valores numéricos que permitem que eles sejam recuperados. No modelo conhecido como RGB, por exemplo, a imagem é decomposta nas cores vermelho, verde e azul, estabelecendo para cada uma dessas cores um valor entre o máximo possível de reprodução daquela cor e o mínimo, ou seja, a ausência total dela. A soma dos três valores resulta num ponto colorido da imagem final.
A primeira imagem digital foi feita por Russell Kirsch, no NBS, agora conhecido como National Institute of Standards and Technology (NIST).

#### Definição e resolução de imagens de rastreio
A imagem de rastreio se torna mais indefinida quando suas dimensões são aumentadas. A razão disso é que os pixels são distribuídos por uma área maior, espalhando-se. Ao se espalhar eles não guardam a proporção original. Lembremos que cada pixel compõe um mapa de bits e tem, por isso, uma posição determinada e um valor de cor próprio, definidos por coordenadas de localização e por quantificações numéricas. Ao ampliarmos a imagem, esse número não será aumentado.
A qualidade de uma imagem digital é definida a partir de dois fatores: a quantidade de pixel por polegada (resolução da imagem), e o número de pixels na horizontal e na vertical (tamanho da imagem em centímetros).
Por exemplo: Se uma imagem possui 1.000 pixels x 1.000 pixels, significa dizer que possui um milhão de pixels, ou 1M como é mais comum nas propagandas de máquinas digitais, mas isso não necessariamente quer dizer que esta imagem é de alta qualidade, porque ainda falta a relação com a quantidade de pixels por polegada (PPIs) da imagem (não confundir com DPIs).
Para uma boa definição é preciso que a imagem tenha 300 PPIs (pixels per inch, ou, pixels por polegada). Isso permite que se faça uma cópia de alta qualidade em papel fotográfico. O tamanho desta cópia (10x15 - 15x18) vai depender de quantos pixels a imagem possui na vertical e na horizontal.
A título de curiosidade vale ressaltar que a maior imagem digital do mundo foi criada pela empresa canadense Aperio criou uma fotografia digital com a qualidade de um Terapixel, ou seja, com um trilhão de pixels. O arquivo de imagem tem 143 GB e tem o formato BigTIFF, inventado pela companhia para a utilização em análises de exames médicos.

### Imagem vetorial
A imagem vetorial é criada recorrendo a entidades de desenho como retas, pontos, curvas polígonos simples, etc.
A imagem vetorial era originalmente dependente de equipamentos de desenho controlados numericamente como um plotter de traçagem e, sendo dependente de interpretação pelo dispositivo, a imagem de uma entidade como a linha necessita de poucas informações para ser representada, como o tipo de linha, a sua cor, sua espessura, o ponto de início, o ponto final. Plotters de traçagem encontram-se em desuso, obsoletizados por plotters de rastreamento que imprimem desenhos à maneira das impressoras, fazendo primeiro uma conversão de um desenho vetorial para um desenho de rastreio. O tamanho dos arquivos de desenho vetorial são relativamente menores que os arquivos de desenho de rastreio.

## Padrões de resolução
Algumas resoluções digitais com as respectívas proporções:
Standard Definition (SD)
- 240p: 426 x 240;[4]
- 360p: 640 x 360;[4]
- 480p: 854 x 480.[4]

High Definition (HD)
- 720p: 1280 x 720;[4][5]
- 1080p: 1920 x 1080;[4][5]
- 2160p (4K): 3840 x 2160;[4][5]
- 4320p (8K): 7680 x 4320.[4][5]

## Estrutura
A maioria dos formatos de imagens digitais são precedidos por um cabeçalho que contém atributos (dimensões da imagem, tipo de codificação, etc.), seguido dos dados da imagem em si.
Um arquivo de imagem JPEG que é originada por câmeras fotográficas digitais não é um arquivo de imagem na acepção da palavra. A imagem contida no JPEG sofre compressão com perda de dados, ou seja, a imagem original não é recuperável em 100%, o que não ocorre com uma imagem bitmapeada.
O arquivo JPEG acrescenta dados numa região de metadados com informações sobre a data e hora da tomada da foto e, dependendo da câmera, até mesmo sobre o local por onde foi obtida a fotografia. Acrescenta ainda as características físicas da fotografia (sensibilidade ISO, velocidade de obturação, abertura do diafragma, etc) e, mais, contém uma miniatura da imagem para efeito de visualização e catalogação das fotos armazenadas na própria câmera fotográfica.

## Formatos de ficheiros de imagem
- JPEG - Joint Photographic Experts Group

A extensão em DOS é "JPG". É o formato mais utilizado e conhecido atualmente. Quase todas as câmeras dão esta opção para guardar as imagens. Arquivo muito utilizado na Internet e em multimidia, por ter uma compactação excelente, algo fundamental ao meio, e por suportar até 16.777.216 cores distintas.
- TIFF - Tagged Image File Format

Arquivo padrão para impressão industrial (offset, rotogravura, flexogravura); também muito usado como opção nas câmeras fotográficas.
É um formato de arquivos que praticamente todos os programas de imagem aceitam. Foi desenvolvido em 1986 pela Aldus e pela Microsoft numa tentativa de criar um padrão para imagens geradas por equipamentos digitais. O TIFF é capaz de armazenar imagens true color (24 ou 32 bits). É um formato muito popular para transporte de imagens do desktop para bureaus, para saídas de scanners e separação de cores.
O TIFF permite que imagens sejam comprimidas usando o método LZW e permite salvar campos informativos (caption) dentro do arquivo. No Photoshop, use o comando File Info do menu File para preencher tais campos informativos.
- GIF - Graphics Interchange Format

Criado para ser usado extensivamente na Internet. Suporta imagens animadas e 256 cores por frame. Foi substituído pelo PNG.
- BMP - Windows Bitmap

Normalmente usado pelos programas do Microsoft Windows. Não utiliza nenhum algoritmo de compressão, daí esse formato apresentar as fotos com maior tamanho.
- SVG - Scalable Vector Graphics

É um formato vetorial, criado e desenvolvido pelo World Wide Web Consortium.
- PNG - Portable Network Graphics

É um formato livre de dados utilizado para imagens, que surgiu em 1996 como substituto para o formato GIF, devido ao facto de este último incluir algoritmos patenteados. Suporta canal alfa, não tem limitação da profundidade de cores, alta compressão (regulável). Permite comprimir as imagens sem perda de qualidade, ao contrário de outros formatos, como o JPG.
- PCD - Kodak Photo CD

Este é um formato proprietário lançado pela Kodak, em 1992 como parte um sistema de digitalização e armazenamento de imagens para suprir a demanda no início da popularização das imagens digitais. Dessa forma, um rolo de filme era capturado por um scanner em imagens com 36 bits (12 bits por cor) e transformado em arquivos digitais por uma estação de tratamento chamada Photo Imaging Workstation (PIW). As imagens então são gravadas em um CD usando uma estrutura especial (livro bege), porém compatível com os leitores comuns de CD. O produto não alcançou massa suficiente para se estabelecer no mercado e foi descontinuado pela Kodak. O formato, porém ainda é lido e aceito pelos principais programas de edição de imagens.
- DWG - AutoCAD drawing

Arquivos de texto no padrão ASCII utilizados para armazenar dados de programas CAD.
- RAW - Família de formatos de arquivo RAW

RAW refere-se à família de formatos de imagem RAW que são originados pela maioria das câmeras digitais profissionais. O formato RAW não é padronizado nem documentado, e difere de fabricante para fabricante.

## Visualizadores
As imagens GIF, JPEG e PNG podem ser vistas simplesmente usando um web browser porque eles são formatos padrões na Internet.
Outros formatos de imagem digital podem ser abertos por visualizadores comerciais que reconhecem uma grande variedade de arquivos de imagem (tanto vetoriais como rastreadas); XnView e o IrfanView são dois visualizadores que disponibilizam versões gratuitas para uso não comercial.
Os formatos RAW em sua maioria são formatos proprietários, não seguindo uma padronização. Sua visualização requer visualizadores fornecidos pelos próprios fabricantes das câmeras

## Rasterização e vetorização
Imagens vetoriais são convertidas para imagens raster (rasterização) geralmente com o intuito de obter cópias usando impressoras de rastreamento bastante comuns em SOHOS (Small Office/Home Office).
O inverso também é possível. O objetivo neste caso é transformar uma imagem raster em imagem vetorial (vetorização) para obter imagens escaláveis que podem sofrer ampliação e impressas em plotters sem perda de definição de imagem.
Conversores internos ao software de origem da imagem costumam converter para algum formato não nativo. É possível encontrar também conversores independentes (alguns deles gratuitos) para conversão de raster para vetor (software raster to vector), assim como no sentido inverso de vetor para raster (software vector to raster).